# 全国人民代表大会常务委员会的法律解释
《中华人民共和国宪法》規定，中华人民共和国全国人民代表大会常务委员会行使解釋法律職權。
《中華人民共和國立法法》第四十八条规定，常委会解释法律针对两种情况：一是法律的规定需要进一步明确具体含义的；二是法律制定后出现新的情况，需要明确适用法律依据的。第四十九条规定，国务院、中央军委、最高人民法院、最高人民检察院和全国人大各专门委员会以及省、自治区、直辖市的人大常委会，可以向全国人大常委会提出法律解释要求。第五十一条规定，法律解释草案表决稿由常委会全体组成人员的过半数通过，由常委会发布公告予以公布。第五十三条规定，常委会的法律解释同法律具有同等效力。
香港、澳门特别行政区实行一国两制，《中華人民共和國立法法》不是在香港、澳門實施的全國性法律。人大常委会根据《中华人民共和国宪法》及《香港基本法》、《澳門基本法》和《香港国安法》的相关规定在香港、澳门行使解释法律职权。
依據李飛説法，法律解釋是对法律规定的含义作出的说明和阐述。2014年，第十二届全国人大常委会委员王明雯表示，立法解释是立法的重要形式之一。全国人大常委会委员尹中卿则表示，能够由全国人大常委会做出立法解释的，应尽量做立法解释，不能过分依赖司法解释，甚至是行政执法自由裁决权，这样有利于在法律实施过程中、在行政执法过程中、在司法过程中比较好的符合法律原意。

## 香港
针对香港，全国人大常委会对《中华人民共和国国籍法》、《中华人民共和国香港特别行政区基本法》和《中华人民共和国香港特别行政区维护国家安全法》进行了多次法律解释。
- 全国人民代表大会常务委员会关于《中华人民共和国国籍法》在香港特别行政区实施的几个问题的解释（1996年5月15日）
- 全国人民代表大会常务委员会关于《中华人民共和国香港特别行政区基本法》第二十二条第四款和第二十四条第二款第（三）项的解释（1999年6月26日）
- 全国人民代表大会常务委员会关于《中华人民共和国香港特别行政区基本法》附件一第七条和附件二第三条的解释（2004年4月6日）
- 全国人民代表大会常务委员会关于《中华人民共和国香港特别行政区基本法》第五十三条第二款的解释（2005年4月27日）
- 全国人民代表大会常务委员会关于《中华人民共和国香港特别行政区基本法》第十三条第一款和第十九条的解释（2011年8月26日）
- 全国人民代表大会常务委员会关于《中华人民共和国香港特别行政区基本法》第一百零四条的解释（2016年11月7日）
- 全国人民代表大会常务委员会关于《中华人民共和国香港特别行政区维护国家安全法》第十四条和第四十七条的解释（2022年12月30日）[14]

## 澳門
针对澳門，全国人大常委会对《中华人民共和国国籍法》、《中华人民共和国澳门特别行政区基本法》进行了两次法律解释。
- 全国人民代表大会常务委员会关于《中华人民共和国国籍法》在澳门特别行政区实施的几个问题的解释（1998年12月29日）
- 全国人民代表大会常务委员会关于《中华人民共和国澳门特别行政区基本法》附件一第七条和附件二第三条的解释（2011年12月31日）

## 中國大陸
针对中國大陸，全国人大常委会针对《刑法》、《刑事诉讼法》、《民法通则》、《婚姻法》等法律的具体条文作出了法律解释。
- 全国人民代表大会常务委员会关于《中华人民共和国刑法》第九十三条第二款的解释（2000年4月29日，2009年8月27日修正）[17]
- 全国人民代表大会常务委员会关于《中华人民共和国刑法》第二百二十八条、第三百四十二条、第四百一十条的解释（2001年8月31日，2009年8月27日修正）
- 全国人民代表大会常务委员会关于《中华人民共和国刑法》第二百九十四条第一款的解释（2002年4月28日）
- 全国人民代表大会常务委员会关于《中华人民共和国刑法》第三百八十四条第一款的解释（2002年4月28日）
- 全国人民代表大会常务委员会关于《中华人民共和国刑法》第三百一十三条的解释（2002年8月29日）
- 全国人民代表大会常务委员会关于《中华人民共和国刑法》第九章渎职罪主体适用问题的解释（2002年12月28日）
- 全国人民代表大会常务委员会关于《中华人民共和国刑法》有关信用卡规定的解释（2004年12月29日）
- 全国人民代表大会常务委员会关于《中华人民共和国刑法》有关出口退税、抵扣税款的其他发票规定的解释（2005年12月29日）
- 全国人民代表大会常务委员会关于《中华人民共和国刑法》有关文物的规定适用于具有科学价值的古脊椎动物化石、古人类化石的解释（2005年12月29日）
- 全国人民代表大会常务委员会关于《中华人民共和国刑法》第三十条的解释（2014年4月24日）
- 全国人民代表大会常务委员会关于《中华人民共和国刑法》第一百五十八条、第一百五十九条的解释（2014年4月24日）
- 全国人民代表大会常务委员会关于《中华人民共和国刑法》第二百六十六条的解释（2014年4月24日）
- 全国人民代表大会常务委员会关于《中华人民共和国刑法》第三百四十一条、第三百一十二条的解释（2014年4月24日）
- 全国人民代表大会常务委员会关于《中华人民共和国刑事诉讼法》第七十九条第三款的解释（2014年4月24日）
- 全国人民代表大会常务委员会关于《中华人民共和国刑事诉讼法》第二百五十四条第五款、第二百五十七条第二款的解释（2014年4月24日）
- 全国人民代表大会常务委员会关于《中华人民共和国刑事诉讼法》第二百七十一条第二款的解释（2014年4月24日）
- 全国人民代表大会常务委员会关于《中华人民共和国民法通则》第九十九条第一款、《中华人民共和国婚姻法》第二十二条的解释（2014年11月1日，2021年1月1日废止）